# نمرين (لبنان)
نمرين هي قرية لبنانية في قضاء المنية الضنية من محافظة شمال لبنان. وهي عضو في اتحاد بلديّات الضنية.

## جغرافيتها
تبلغ مساحتها 7،57 كلم مربع. تبعد عن مدينة طرابلس حوالي 35 كلم. تحدها من الشمال قرصيتا ومن الجنوب جبل المكمل (الجبل الأبيض) وجرد مربين. ومن الغرب قرى عين التينة والحازمية. تفصلها عن بقرصونا وادي عميق يسمى بوادي الحمام في أسفل ووسط القرية وتربطهما طريق عند أسفل جبل المكمل وفوق نبع السكر (الطريق الدولي) .و تربطها ببلدة عين التينة طريق أنشئت حديثاً، كما يعمل حالياً في وسط البلدة على بناء جسر يربطها ببلدة بقرصونا.

### تقسيماتها
تقسم نمرين إلى قسمين: نمرين السفلى (الطريق المؤدي إلى وسط البلدة، مقر البلدية، المستوصف، السنترال، المدرسة، مسجد نمرين الكبير) ونمرين العليا – بكوزا (الطريق المؤدي إلى جرد نمرين ونبع السكر وإلى الطريق الدولي الذي يربط طرابلس بالهرمل عبر سير وبقرصونا).

### سكانها
لا يوجد احصاء رسمي بعدد سكان القرية. تشير احصاءات 2010 الانتخابية إلى ان عدد ناخبيها هو 1714. تعاني نمرين مثل بعض القرى في الضنية من أزمة النزوح في الشتاء إذا يبقى 25٪ من سكانها فيها بينما ينزح الباقي إلى مدينة طرابلس وضواحيها في فصل الشتاء لممارسة أعمالهم في عدة مناطق اهمها الفوار والقبة وعلما والعيرونيه وأبي سمراء. كما يتواجد قسم من عائلات وشباب نمرين في الولايات المتحدة الأمريكية وأستراليا وألمانيا ودول الخليج العربي.

### ينابيعها
تكثر في نمرين الينابيع العذبة من اهمها نبع السكر الذي يغذي القرى المجاورة مثل قرصيتا وبيت الفقس والسفيرة وعين التينة والحازمية وطاران وجزء من بقرصونا .

### محاصيلها
تكثر فيها كباقي القرى المحيطة الأشجار المثمرة كالخوخ والمشمش والتفاح والإجاص والدراق والكرز وغيرها بالإضافة إلى المزروعات المختلفة.

## الاثار
يوجد في نمرين بعض المعالم الأثرية غير المعروفة العهد مثل القبور المنحوتة في الصخر في منطقة تل نمرين. بالإضافة إلى محراب وبعض المنحوتات ومغارة قديمة يطلق عليها مغارة الذهب.

## الاماكن السياحية
بعض الأماكن الأثرية في البلدة:
1. مغارة الذهب أو تل نمرين في أعلى القرية والتي تشرف على الوادي العميق بين نمرين وبقرصونا.
2. نبع السكر الذي ينبع من أسفل جبل المكمل وهو الأشهر في الضنية.
3. غابة الصنوبر القريبة من نبع السكر والتي تكثر فيها أشجار الصنوبر والأشجار الحرجية ومزارع التفاح.